# Výtvarný ateliér

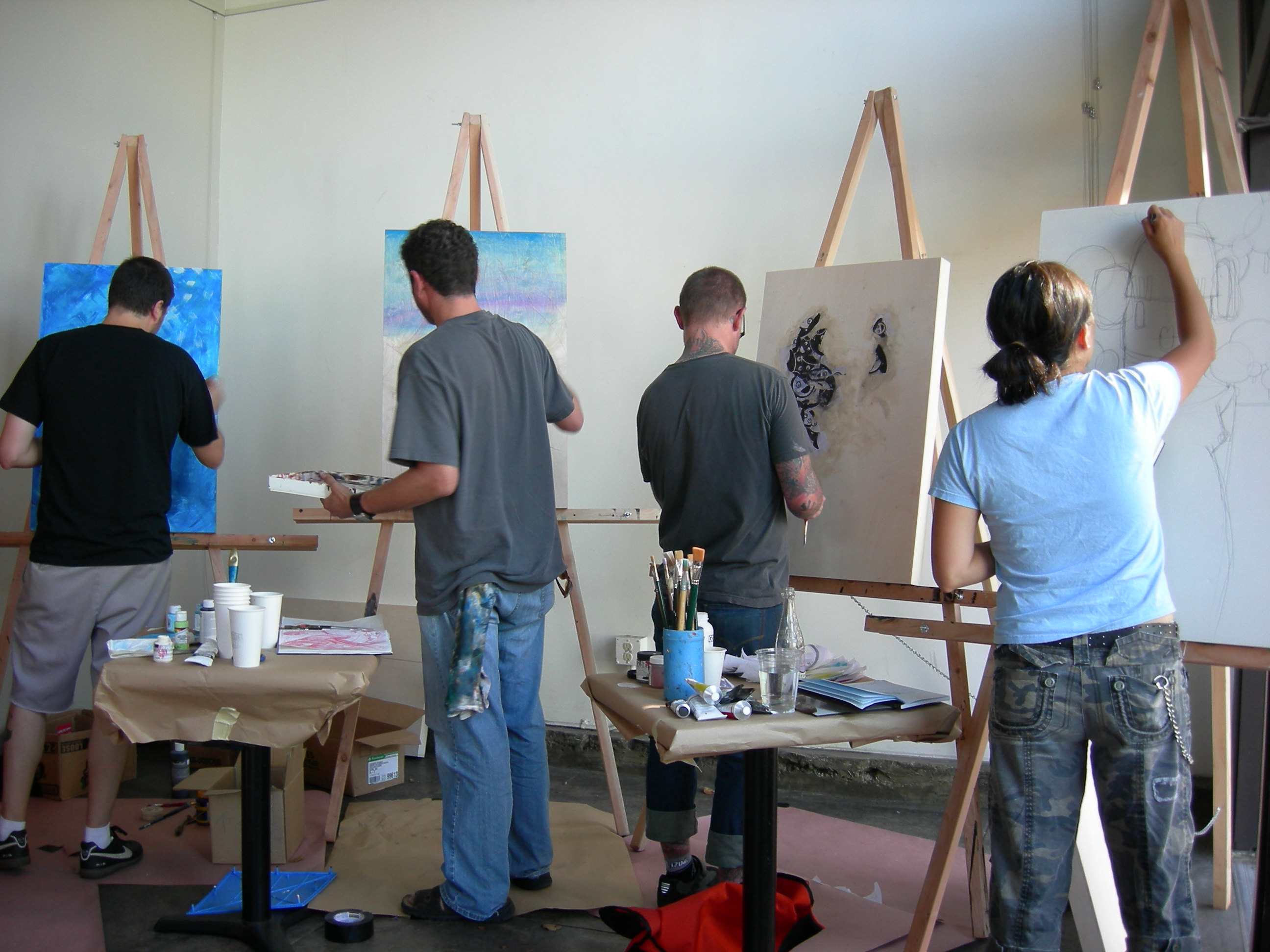
Skupinka pracující v ateliéru All City Coffee ve Washingtonu

Výtvarný ateliér (z fr. atelier – „pracovna“) je prostor, ve kterém tvoří umělec či umělci. Výraz ateliér může také označovat místnost nebo byt, který slouží zároveň k bydlení i umělecké činnosti.
Pokud je ateliér soukromý, jedná se často o jednoho umělce, případně o umělce a jeho příbuzné. Pokud je ateliér skupinový či veřejný, pracuje zde výtvarně více umělců či zájemců o umění. Výtvarný ateliér obecně zahrnuje všechny druhy umění, ať už se jedná o malbu, kresbu, grafiku, sochařství, keramiku, sochařství či animaci.
Dalšími typy ateliérů jsou fotografický ateliér, filmový ateliér, a architektonický ateliér; ty ale většinou nebývají řazeny pod ateliéry výtvarné, jelikož se jedná o zcela odlišný druh umění.
Ateliéry zpravidla mívají mnoho velkých oken, a to z důvodu potřeby dostatečného množství denního světla na uměleckou práci.
Za socialismu vznikly umělecké ateliéry i v některých pražských panelových domech.